# Calcidoïdeus
Els calcidoïdeus (Chalcidoidea) són una gran superfamília d'himenòpters apòcrits que té quasi 23.000 espècies conegudes i s'estima que en total n'hi ha de 60.000 a 500.000, cosa que significa que la majoria encara s'han de descobrir i de descriure. Inclouen el més petit dels insectes coneguts, Dicopomorpha echmepterygis. Els calcídids són vespetes de color fosc, sovint metàl·lic blau o verd amb el cos complexament esculpit.
La majoria de les espècies són parasitoides d'altres insectes, atacant-los en l'estadi d'ou o de larva. Els seus hostes es troben com a mínim dins 12 ordres d'insectes diferents, incloent Lepidoptera, Diptera, Coleoptera, Hemiptera i altres Hymenoptera, com també dos ordres d'Arachnida, i fins i tot una família de nematodes. Unes poques espècies són fitòfagues. Com a grup, els Chalcidoidea són beneficiosos pels humans per al control de plagues agrícoles i moltes espècies s'han importat per a fer aquest control biològic.

## Taxonomia

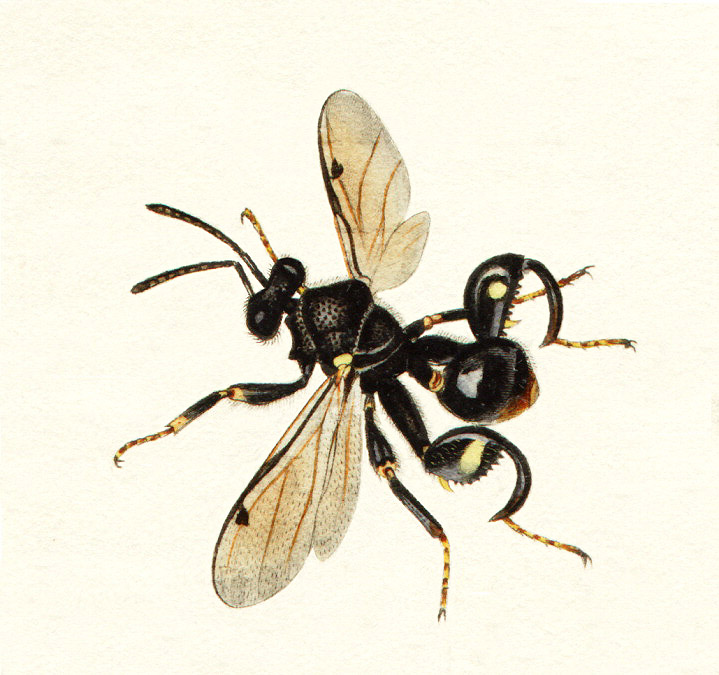
Chalcis biguttata

La classificació de superfamília Chalcidoidea, com la de la majoria dels himenòpters, està en contínua revisió. Actualment hi ha 22 famílies reconegudes:
- Agaonidae Walker, 1846
- Aphelinidae Thomson, 1876
- Azotidae Nikol’skaya & Yasnosh, 1966
- Chalcididae Latreille, 1817
- Cynipencyrtidae Trjapitzin, 1973
- Encyrtidae Walker, 1837
- Eriaporidae Ghesquière, 1955
- Eucharitidae Latreille, 1809
- Eulophidae Westwood, 1829 (inclosa Elasmidae)
- Eupelmidae Walker, 1833
- Eurytomidae Walker, 1832
- Leucospidae Fabricius, 1775
- Mymaridae Haliday, 1833
- Ormyridae Förster, 1856
- Perilampidae Latreille, 1809
- Pteromalidae Dalman, 1820
- Rotoitidae Bouček i Noyes, 1987
- Signiphoridae Ashmead, 1880
- Tanaostigmatidae Howard, 1890
- Tetracampidae Förster, 1856
- Torymidae Walker, 1833
- Trichogrammatidae Haliday, 1851

Hi ha també una família extinta, Khutelchalcididae Rasnitsyn, Basibuyuk & Quicke, 2004.